# Nancy
Nancy (AFI: /nɑ̃ˈsi/; Nanciacum in latino medievale, Nanzig in tedesco arcaico, Nanzeg in lussemburghese) è un comune francese di 104 403 abitanti (420.000 nell'area urbana) capoluogo del dipartimento della Meurthe e Mosella nella regione Grand Est.

## Geografia fisica
Nancy è situata nel nord-est della Francia, fra molte colline che formano piccoli altopiani boscosi, in una semi-conca senza apertura ad ovest e bagnata dal corso d'acqua minore della Meurthe. Nancy non ha quindi una posizione particolarmente strategica come capitale di ducato quale è stata.
I comuni dell'area metropolitana di Nancy contano complessivamente circa 420 000 abitanti.

## Storia

### Origini
Il sito non sembra essere mai stato realmente occupato sino all'epoca merovingia, verso la fine del X secolo; si ricorda solamente l'esistenza di un guado sulla Meurthe nell'VIII secolo. Intorno al 1050, Gerardo, duca di Lorena, fondò una piccola piazzaforte di nome Nanciacum (da cui Nancy, etimologicamente non correlato al nome proprio Nancy).

### Il Ducato lorenese
Nancy diventa la capitale del ducato di Lorena nell'XI secolo. Nel 1477, durante l'assedio della città contro il duca di Lorena Renato II, Carlo il Temerario duca di Borgogna muore presso lo stagno di Saint-Jean (attualmente Piazza Croix de Bourgogne; un'iscrizione nel marciapiede del viale ricorda il luogo dove furono provvisoriamente deposte le spoglie di Carlo il Temerario). Sotto i regni dei duchi Carlo III e Leopoldo, la città subisce un notevole ampliamento (città nuova, corso Léopold...) e si giova di una vita culturale senza precedenti.

### Il duca Stanislao Leszczyński
Deposto dal trono, Stanislao Leszczyński, re di Polonia e suocero di Luigi XV, riceve il Ducato di Lorena nel 1737 che governa come monarca illuminato, portandolo al suo apogeo in pieno Illuminismo. In onore al Re di Francia, Stanislao crea una piazza di pregevoli proporzioni che prenderà poi il suo nome. Alla sua morte nel 1766, il ducato va alla corona di Francia.

### La Francia

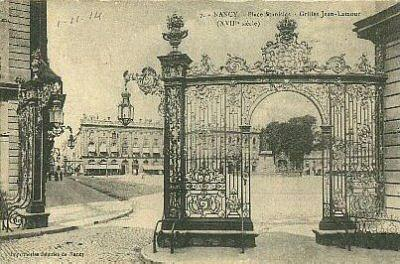
Place Stanislas nel 1914

Alla morte di Stanislao Leszczyński, nel 1766, il ducato va alla corona di Francia.Nel 1778 Nancy diviene un vescovato. Al termine della guerra franco-prussiana (1871), la città rimane francese a differenza dell'Alsazia e della Mosella, con le città di Strasburgo e Metz, che sono invece unite alla Prussia. Proprio in quegli anni Nancy conosce un nuovo periodo di prosperità economica e culturale. Per questo motivo molte persone che in Alsazia e Mosella potrebbero acquisire la nazionalità tedesca la rifiutano, preferendo trasferirsi a Nancy; tra di loro un gran numero di industriali e intellettuali. Intorno al 1900, è da Nancy che parte, in Francia, il movimento dell'Art Nouveau con la celebre Scuola di Nancy i cui capofila sono Émile Gallé, Antonin Daum, Louis Majorelle, Victor Prouvé e Eugène Vallin.

### Tempi moderni
Durante la prima guerra mondiale, la città subisce un bombardamento aereo e i colpi del «Gros Max»: un cannone da 380mm installato a 35 km di distanza, nella cittadina di Hampont nella Mosella annessa. Questi bombardamenti provocarono grossi danni materiali e causarono la morte di 177 persone.

## Monumenti e luoghi d'interesse
Il centro storico di Nancy è ricco di pregevoli monumenti che testimoniano la sua importanza storica come capitale del Ducato di Lorena. Le costruzioni più antiche risalgono al Medioevo, nel Rinascimento conobbe un notevole sviluppo e si iniziò a elevare grandi dimore nobiliari; e nel XVII secolo, il duca Carlo III di Lorena inizia la costruzione di un nuovo quartiere a sud della città secondo i canoni "razionali" del tempo caratterizzato da grandi vie rettilinee e palazzi uniformi. Ma nel Settecento avvenne qualcosa di profondamente rimarchevole. Infatti il nuovo quartiere di Carlo III, detto anche la "Ville-Neuve", Città nuova, risultava distaccato dalla città "vecchia". Per raccordarlo l'ultimo duca di Lorena Stanislao Leszczyński, re spodestato di Polonia e suocero di Luigi XV di Francia, inizia quella trasformazione che diverrà un complesso settecentesco unico in Francia e una delle espressioni più sublimi dell'Architettura settecentesca in Europa, integrato dal 1983 nel patrimonio mondiale dall'UNESCO.

### Patrimonio UNESCO

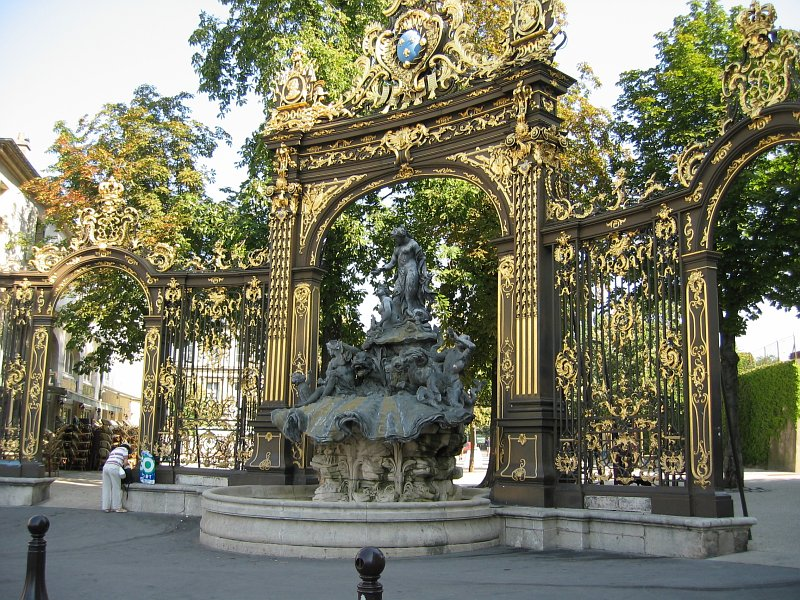
Place Stanislas - Fontana di Nettuno

- Place Stanislas, una delle più belle piazze di Francia, capolavoro dell'architettura barocca settecentesca dell'architetto Emmanuel Héré. È chiusa fra maestosi edifici simmetrici tutti allacciati l'un l'altro da splendide cancellate in ferro battuto e dorato opera di Jean Lamour, che incastonano agli angoli settentrionali le due fontane di Anfitrite e di Nettuno. Sui lati lunghi della piazza spiccano, opposti, il grandioso Municipio e l'Arco di trionfo in onore del re Luigi XV.
- Place de la Carrière, ampia e lunghissima piazza di origine cinquecentesca atta alla corsa dei tornei venne completamente trasformata nel '700 da Héré con una prospettiva centrale su quattro filari di tigli chiusa in fondo da una piazza a emiciclo (Oggi Place du Général-de-Gaulle) con la fronte del Palazzo dei Governatori. Si apre oltre l'arco di trionfo della Place Stanislas e vi sorge sul lato destro l'Hôtel Beauvau-Craon costruito da Germain Boffrand.
- Place d'Alliance. Piazza dell'Alleanza deve il nome al patto stipulato nel 1756 fra Luigi XV di Francia e Maria Teresa d'Austria per porre fine alla guerra di successione polacca, dove la Francia annetteva gradualmente la Lorena. Il quadrilatero di uniformi palazzetti classici eretti da Héré, è incentrato sulla fontana allegorica di Cyfflé.

### Edifici civili

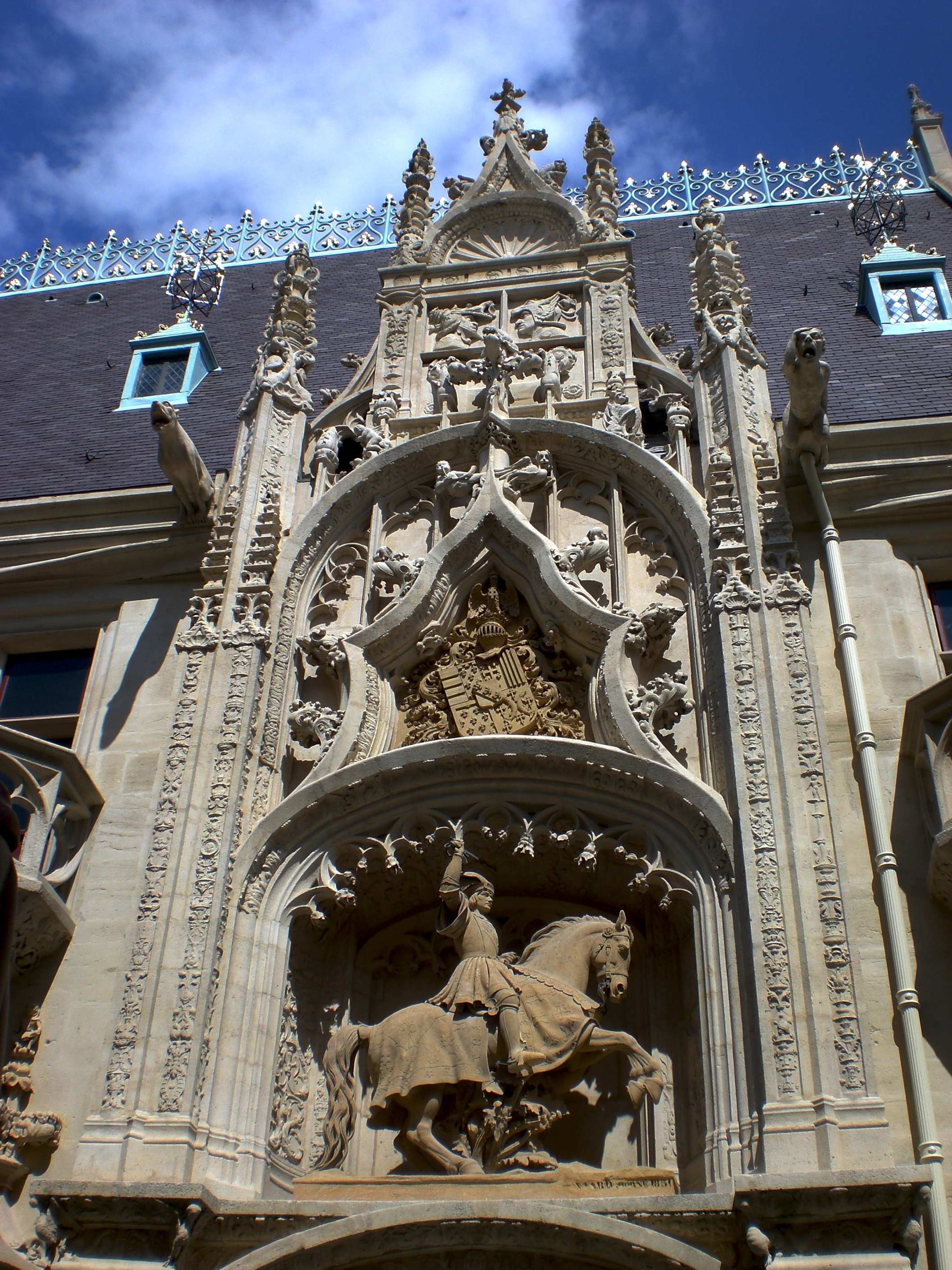
portale gotico fiammeggiante del Palazzo Ducale

- Porte de la Craffe. Aperta sulle antiche fortificazioni cittadine, venne costruita in stile gotico nel 1336, modificata nel 1436 con l'aggiunta dei due torrioni laterali e restaurata nel 1861. Fino alla Rivoluzione francese ospitava le antiche prigioni.
- Palazzo ducale. Pregevole edificio gotico-rinascimentale eretto a partire dal 1502 per volere del duca Renato II di Lorena come residenza della famiglia. Presenta una bella facciata con finestre crociate, doccioni e balconcini traforati a sporto dove spicca lo splendido portale gotico-fiammeggiante con la statua equestre del duca Antonio di Lorena. È sede del Museo storico della Lorena.
- Hôtel de Lillebonne, rinascimentale, sede della Biblioteca americana.
- Hôtel d'Haussonville, rinascimentale.
- Parc de la Pépinière, sistemato nel 1765 su una superficie di 18 ettari con giardino all'inglese in pieno centro.
- Quartiere Saint-Léon, ad ovest della città, edificato a cavallo tra il XIX e il XX secolo, conta molte case in stile Art Nouveau diffuse anche nel quartiere de Saurupt.

Più in generale la Scuola di Nancy ha lasciato molti edifici pubblici nel centro storico (Camera di Commercio, BNP, vetrata del Crédit Lyonnais) e privati un po' ovunque (atelier d'Émile Gallé e di Eugène Vallin, Immeuble France-Lanord, maison Bergeret...).

### Edifici religiosi

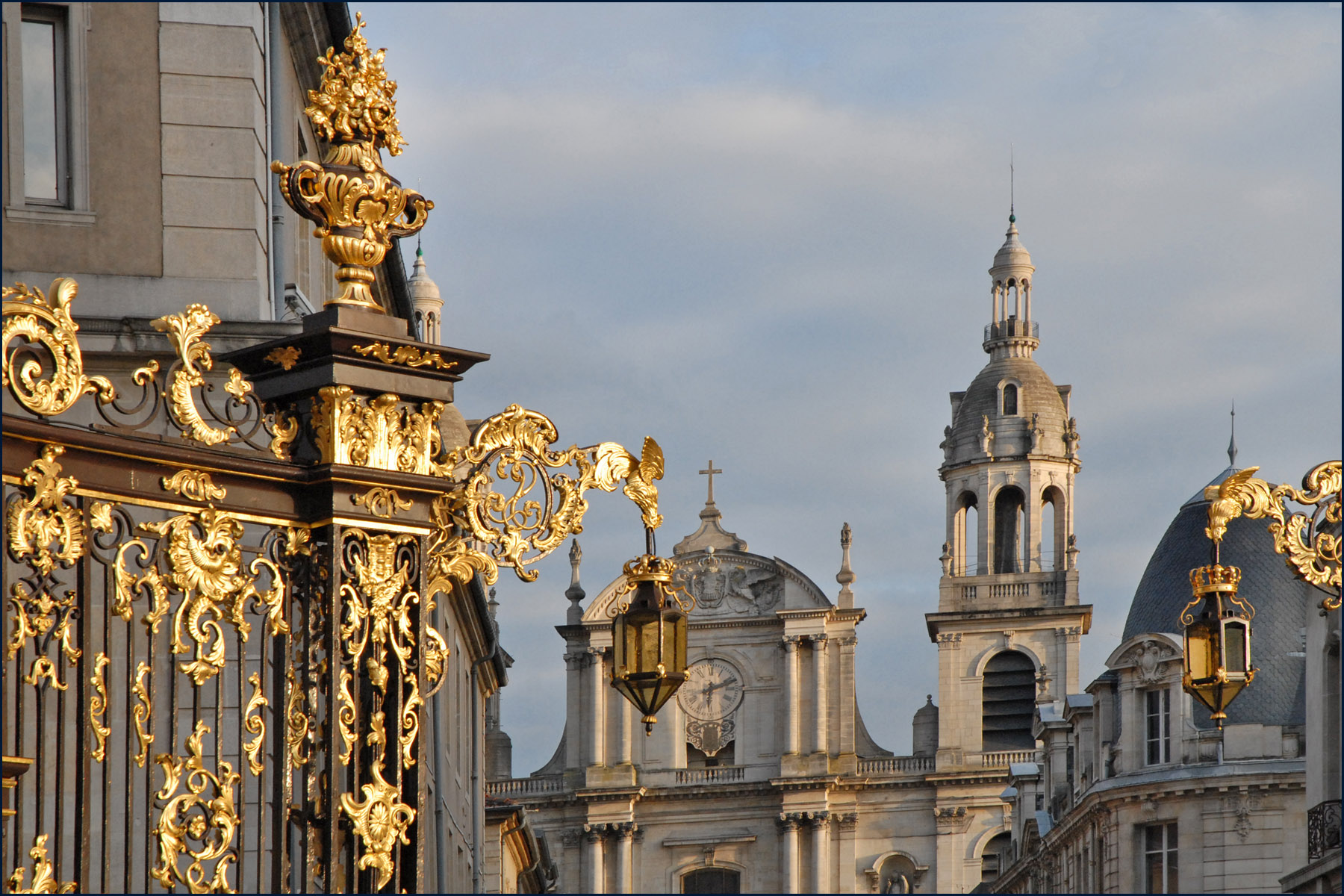
Veduta con la Place Stanislas e la Cattedrale

Nancy è sede di una diocesi cattolica, sede primaziale di Lorena.
- La Torre de la Commanderie Saint-Jean du Veil Aître del XII secolo è una delle costruzioni più antiche della città.
- Église des Cordeliers, la chiesa dei Francescani, venne eretta nel 1482-86 dal duca Renato II di Lorena come cappella palatina e mausoleo di famiglia. Reca all'interno notevoli capolavori della scultura rinascimentale, fra cui la tomba di Filippina di Gheldria, seconda moglie del duca, opera di Ligier Richier. Oggi ospita il Museo di Arte e Tradizioni popolari.
- Cathédrale Notre-Dame de l'Annonciation. La Cattedrale dell'Annunziata, settecentesca con imponente facciata serrata fra due torri di 80 metri. Vi lavorò il grande architetto Jules Hardouin Mansart
- Eglise Saint-Pierre. Chiesa gotica.
- Église Notre-Dame-de-Bonsecours. La chiesa della Madonna del Buon Soccorso, eretta nel 1734-41 da Emmanuel Héré per volere dell'ultimo duca di Lorena Stanislao Leszczyński, come  suo mausoleo.
- Chiesa di San Sebastiano: bella chiesa barocca del XVII secolo.
- Basilica di Sant'Apro (Nancy): ricca chiesa neogotica costruita nel 1865-71 e dedicata a Sant'Apro di Toul, basilica minore dal 1874.
- Tempio protestante: XVII secolo
- Sinagoga: costruita nel 1787 e più volte ampliata

## Clima
| Nancy               | Mesi | Mesi | Mesi | Mesi | Mesi | Mesi | Mesi | Mesi | Mesi | Mesi | Mesi | Mesi | Stagioni | Stagioni | Stagioni | Stagioni | Anno |
| Nancy               | Gen  | Feb  | Mar  | Apr  | Mag  | Giu  | Lug  | Ago  | Set  | Ott  | Nov  | Dic  | Inv      | Pri      | Est      | Aut      | Anno |
| ------------------- | ---- | ---- | ---- | ---- | ---- | ---- | ---- | ---- | ---- | ---- | ---- | ---- | -------- | -------- | -------- | -------- | ---- |
| T. max. media (°C)  | 3,8  | 5,9  | 9,9  | 14,0 | 18,1 | 21,6 | 23,7 | 23,1 | 20,3 | 14,8 | 8,3  | 4,7  | 4,8      | 14,0     | 22,8     | 14,5     | 14,0 |
| T. min. media (°C)  | −1,3 | −0,8 | 1,2  | 4,1  | 7,7  | 11,0 | 12,5 | 12,2 | 9,9  | 6,1  | 2,0  | −0,3 | −0,8     | 4,3      | 11,9     | 6,0      | 5,4  |
| Precipitazioni (mm) | 60   | 55   | 50   | 47   | 68   | 74   | 62   | 70   | 60   | 55   | 62   | 68   | 183      | 165      | 206      | 177      | 731  |

## Società

### Evoluzione demografica
Abitanti censiti

### Demografia e statistiche
La città, piccola e densamente abitata (15,01 km2, 6 902 abitanti per km²), da lungo tempo si è sviluppata in un unico agglomerato con i comuni vicini, non potendo più crescere il centro.
| 1697   | 1790   | 1876   | 1936    | 1954    | 1962    | 1968    | 1975    | 1982   | 1990   | 1999    |
| ------ | ------ | ------ | ------- | ------- | ------- | ------- | ------- | ------ | ------ | ------- |
| 10 000 | 30 000 | 66 000 | 121 301 | 124 836 | 128 677 | 123 428 | 107 902 | 96 317 | 99 351 | 103 605 |

Dopo il 1962, la popolazione del comune è scesa rapidamente, ma è stato più un fenomeno di spostamento verso le aree periferiche che di un vero declino. Infatti parallelamente, la popolazione dell'agglomerato non ha fatto che crescere, passando da 270 000 abitanti nel 1962 a 330 000 nel 1999. Lo sviluppo dell'automobile e l'innalzamento del tenore di vita degli abitanti, che preferiscono vivere in ambienti più ampi, spiegano in parte questo decentramento. Dagli anni 90 la città si è sforzata di sviluppare un programma di politiche dell'alloggio che spiega la leggera crescita demografica.

## Cultura

### Istruzione
- ICN Business School
- Università della Lorena
- École pour l'informatique et les nouvelles technologies
- Web@cademie

## Amministrazione

### Cantoni
Fino al 2014, il territorio comunale della città di Nancy era ripartito in 4 cantoni:
- Cantone di Nancy-Est
- Cantone di Nancy-Nord
- Cantone di Nancy-Ovest
- Cantone di Nancy-Sud

A seguito della riforma approvata con decreto del 26 febbraio 2014, che ha avuto attuazione dopo le elezioni dipartimentali del 2015, il territorio comunale della città di Nancy è stato ripartito in 3 cantoni:
- Cantone di Nancy-1
- Cantone di Nancy-2
- Cantone di Nancy-3

ciascuno comprendente una parte della città. Nessun altro comune è incluso nei tre cantoni urbani.

### Gemellaggi
- Newcastle upon Tyne, dal 1954
- Liegi, dal 1954
- Karlsruhe, dal 1955
- Padova, dal 1964
- Kanazawa, dal 1973
- Kiryat Shmona, dal 1984
- Lublino, dal 1988 (cooperazione decentralizzata)
- Cincinnati, dal 1991

## Sport e cinema
- Nella squadra di calcio di Nancy tra il 1972 e il 1979 è cresciuto e ha raggiunto notorietà il celebre calciatore Michel Platini.
- Nancy è stata usata per le riprese di un film di guerra del 1970, I guerrieri, di Brian G. Hutton, anche se l'ambientazione è in Jugoslavia.